# Christophe Dumarest

## Gyermekkora
A francia Christophe Dumarest az Alpok lábánál született. Hamar meg is ismerkedett a csúcsokkal, mivel édesapja apró gyerekként szinte a hátizsákjában vitte magával a túrákra. Tízéves kora előtt már 4000 m szintet tudott gyalogolni felfelé. Ekkor még a túrasízés volt a szerelme, amit tizenhárom évesen a hegymászásra váltott, és a híres oktató, Patrick Gabarrou vette szárnyai alá.

## Pályafutása
Gyakori mászótársa Aymeric Clouet (AC), akivel szívesen nevezik magukat AC/DC párosnak.
Christophe-ot többször jelölték a Francia Hegy- és Sziklamászó Szövetség Kristály-díjára, amit leginkább az új és nehéz utak nyitásáért ítélnek oda.
Büszke arra, hogy a Lafuma nevű francia túrafelszerelést gyártó cég technikai tanácsadója és mindenhol hirdeti, hogy 1953-ban Edmund Hillary és Tendzing Norgaj is Lafuma hátizsákot használt.

## Banff Hegyifilm fesztivál 2013 (Budapest)
2013. április 19-én Christophe Dumarest Budapestre látogatott, hogy részt vegyen a Banff Hegyifilm fesztivál nyitó napján, ahol többek között az általa 2010-ben készített „La Voie Bonnetti” című film került bemutatásra. A film bemutatója után egy rövid interjút is adott a nézőknek, ahol beszámolt a film készítésének kulisszatitkairól.

## "La Voie di Bonetti" film
A film névadója, a nemrégiben elhunyt Walter Bonatti az olasz hegymászás ikonikus alakja, aki mindig, mindenhol a nehezebb utat kereste. Számos új mászó út és expedíció fűződik a nevéhez a Dolomitoktól a K2-ig.
Christophe Dumarest és Yann Borgnet francia alpinisták Bonatti előtt tisztelegnek és követik az általa végrehajtott hőstettek helyszíneit. Céljuk három nehéz út egymás utáni és pihenés nélküli megmászása, amiket még Bonatti nyitott a Mont Blanc masszívumban. Azáltal, hogy összekötik a Grandes Jorasses északi falát, a Grand Capucin-t és a Pilier Rouge du Brouillard-tól a Mont Blanc csúcsáig vezető utat, átvitt és valós értelemben is találkoznak „Mont Blanc ország” hősével, korának legmeghatározóbb hegymászó egyéniségével, Walter Bonattival.
Christophe Dumarest és Yann Borgnet a mászások között nem használt felvonót. Amikor az egyik átkötéskor le kellett jönniük a völgybe, Yann édesapja vitt nekik két versenybringát. A hatnapos, folyamatos mászás végén este 21 órára értek a Midire, ahol már nem jártak a felvonók. Így két jó barátjuk segítségével siklóernyővel tértek vissza Chamonix-ba.
Christphe 3 évig tervezgette Walter Bonetti hegymászó útjának végig járását, míg végül Yann Borgnet hegymászó társaságában nekivágott az útnak 2010-ben.
„Ez a nap a találkozások és az összhangék. Már az első néhány méter képpé fog válni az utunkon, meg fogjuk találni a nyomoktól teljesen kiüresedett útvonalat. Lihegve, erősítünk kábeleket az útvonal alsó szakaszán, óvakodva a potenciális lavináktól…”
„Az elmúlt nap eseményei átpörögnek előttünk, időt és helyet nem véve figyelembe. A sötétbe burkolózunk, az árnyékokat felerősítik a gondolataink, de nem törlik ki az érzést, hogy a jégen vagyunk. Tudom, hogy holnap sor kerül a találkozásra…”

Időtartam: 54 perc.
Francia film, 2011.
A film francia nyelvű, magyar feliratokkal.
Rendezte: Bruno Peyronnet

## Expedíciók

### 2009. Norvégia (Lofoten függőleges hegyei)
2009-ben az Alpine club (nemzetközi hegymászó és felfedező szövetség) jóvoltából jutott el Norvégiába Christophe és Aymeric Clouet.
Christophe az útról tett beszámolójában lenyűgözve ír a norvég táj szépségéről.
„A tenger mentén tértünk vissza a lodge-ba, utunk a fjordok határán, a „Nagy csizma szárnyon” lévő tengeri moszatok között vezetett, ahol a hó beleolvad a tengerbe…”
„A néha megdöbbentő kommunikáció és különböző mászó technikák ellenére, mindenki megtalálja a helyét. A közös pont: a hegymászás iránti szenvedély. Errefelé rengeteg lehetőség van, és a helyiek mindig szívesen vezetnek minket a legjobb helyek felé. Hatalmas terep vár ránk, több tucat különböző útvonal, és a feladat továbbra is az, hogy felfedezzük ezen zug mélyén rejlő világot…”

### 2011. július - észak-India (Ladak, Shafat gleccser, Stock Kangri hegy)
Christophe és Yann Borgnet 2011 júliusában landoltak repülőgépükkel Leh-ben (Észak-India turisztikai városa).
Az expedíciójuk célja: Shafat Fortress nyugati oldalának megmászása (ahol eddig csak két amerikai hegymászó jutott fel Micah Dash és Jonny Copp.)
A Shafat Fortress nyugati oldalának megmászása után, útjuk a Leh közelében lévő Stok Kangri hegységben folytatódót (6153 méter). A Stok kangri a Stok hegység legmagasabb csúcsa. Végül elsőkként mászták meg a hegyet az északkeleti oldaláról 10 órás mászással.

### 2011. október 28-31-ig - Franciaország (Mont Blanc, Grandes Jorasses hegység északi oldala)
Rémi Duhoux hegymászó társaságában sok évnyi tervezgetés után vágtak neki a Grandes Jorasses hegység megmászásának az északi oldalról.
„17:00-kor elértük a Grandes Jorasses tetejét. A Föhn szél, együtt a felhőkkel és a naplementével, a szakma díszei, amit csak a magas hegyek tudnak kínálni. Elmélkedéssel árasztottak el minket, kihasználtuk ezt a páratlan kilátást.”

### 2012. február - Franciaország (Mont Blanc, L'Aiguille de Plan hegy keletről nyugatra)
A kaland a Grand Envers du Plan de l’Aiguille jeges leejtőjén kezdődött.
Yann Borgnet ötlete volt az expedíció, amit pár héttel a túra elindulása előtt gondolt ki, de sajnos a körülmények nem tették lehetővé, hogy Ő tartson Christophe-al, így végül Aymeric Clouet szegődött mászó társául.
Az AC / DC páros által végigjárt útvonal egy eléggé vegyes terepet takar, aminek februári végig járásában külön nehézséget jelet az a tény, hogy ebben az időszakban csak nagy hó van odafönt a hegyen és szinte minden táborhely üres.
A csúcs elérése előtt még meg kellett birkózniuk a jeges párkányok végtelen sorával, ami igazán próbára tette még őket. De végül is 21:30-kor fáradtan, de hatalmas mosollyal arcukon elérték a 3673 méterrel az ég felé magasodó csúcsot.

### 2012. március 14-15-ig - Franciaország (Mont Blanc, L'Aiguille du Dru hegy északi oldala)
A Lesueur testvérek voltak az elsők, akik megmászták Jorasses-t, de Lucien Bérardini volt az első, aki elérte az Aiguilles du Dru tetejét 1952. január 19-én.
Hatvan évvel később, ezúttal a tél végén követte Christophe és Yann Borgnet a nyomaikat.
A teljes útvonalat ritkán szokták végig járni a hegymászók, általában a P. Allain-től indulnak és az északi vízmosásnál fejezik be a túrát. Ezért is gondolták úgy, hogy kiváló alkalom kínálkozik arra, hogy ők végig járják a teljes útvonalat. Aminek a legmagasabb pontja 3754 méteren van.

### 2012. július - Franciaország (Plate sivatag)
Rémi Dugoux-tól jött az Elő-Alpoki túra gondolata így Ő és Yann Borgnet voltak társai Christopnak ezen a túrán. Az ég felé magasodó függőleges sziklafal megmászásával járó nehézségek vonzották őket elsősorban.

### 2012. október - Kína (Sichuan)
Az első úti céljuk Chengdu, majd a Yannan tartományban lévő Lijiang volt. Az expedíciót Aymeric Clouet és Julien Dusserre dolgozták ki, és a GHM (Groupe Haute Montagne).
támogatásával, irányításával jött létre.
Az expedíció célja a Sichuan Masszívum környékének feltérképezése, beleértve a hegység csúcsát képező Siguniang-t is. Megpróbálták, hogy ne az eddig ismert útvonalak egyikén jussanak fel a csúcsra, hanem egy teljesen más irányból kapaszkodjanak fel a 6200 méter magas Siguniang-ra.
Az expedíció különleges volt abból a szempontból is, hogy a kínai hegymászókkal mászott a francia csapat, így a nyelvi és kulturális akadályokat áthidalva próbáltak meg egymással megosztani technikai tanácsaikat.
A hegymászás elkezdése előtt a csapat még részt vett egy tradicionális Hegymászó fesztiválon, ami Laojunshan városában került megrendezésre. Majd ezt követően egy kis utazással elérték Rilong-ot, az utolsó civilizált várost a hegy lábánál. Az alap táborokat Seerdengpu-ban (5600 méteren) és egy Potala vagy Budala nevű helyen (5200 méteren) jelölték ki. Mivel ez a terület jónak bizonyult az akklimatizációhoz és ahhoz, hogy a kínai-francia hegymászók összeszokjanak.
Majd pedig elindultak a 6200 méteres csúcs megmászására.

### 2012. november - Kína expedíció
A Siguniang szívében lévő Ring völgyben állítótták fel az alaptábort. A kínai-francia mászótársak egy ideig ismerkedtek egymással a Liming szikláin, északra Yunann-tól. Ezután egy jeep-el mentek végig a Tibeti-síkságon, 1000 km-t, hogy eljussanak Rilong-hoz, hogy megkezdjék az akklimatizációt.
Christian Tromsdorff, Marion Poitevin, Maris, Bruno Peyronnet, Gugu és kollégája, Li elindak a völgy felé, a Shuangxiaogo 5700 méteres csúcsának megmászására, a túrájuk során három éjszakát 4900méteren töltöttek. Christian, Marion, Gugu és Li elérték a csúcsot végül.
Ugyanebbe a völgybe tartott Damien Tomasi és Jérome Para is, aki korábban érkezett oda, hogy egy új útvonalat nyitva érjenek föl az 5500 méteres csúcsra, az északi oldalról. Két éjszaka 4500 méteren, és egy estét 5000 méteren töltöttek.
Christophe Dumarest, Thomas Vialletet, Chloé Laget, Fanny Gras, Mélanie Martinot, Damien, Jérome és egy kínai mászó Kanj-hua Shongping völgybe mentek, hogy Siguniang-ot az északi oldaláról közelítsék. Céljuk az volt, hogy egy vegyes útvonalon jussanak fel 5000 méterre. Egy éjszakát 3700 méteren és két éjszakát 4500 méteren töltöttek.
Ezt az expedíciót követte a Christophe és Thomas összekapcsoltak egy új útvonalat (Largo’s Route) és alpesi stílusban mászták meg az 5600 méter magas csúcsot az északi oldalról.

### 2012. november - Kína (Mount Siguniang déli oldala)
Thomas, Jérôme, Damien társaságában mászta meg a csúcsot a déli oldalról Christophe.
„Végül egy nagyon hosszú nap végén, alkonyatkor találtunk egy bivy-t, de sajnos túl kicsi volt ahhoz, hogy lefeküdjünk benne. Így egy hosszú és hagyasztó estét töltöttünk 5800 méteren, nem tudtunk aludni, mert folyamatosan mozgattuk a kezünket és a lábunkat, harcolva a hideg ellen.” Christophe

### 2013. január - Franciaország (Nyugati oldal, Parmelan hegy, Parmesan gleccser)
Christophe ezúttal Kevin Peyre hegymászó társaságában mászott, a Rhône-Alpes francia régióban található Parmelan hegyen (1 832 méter) található Parmesan gleccseren.

## Tervezett utak
Himalája, amit gyakran társítanak Nepállal, Tibettel vagy Pakisztánnal, ezeken a területeken is csodálatos hegyek vannak mindenfelé, bár lehet, hogy nem olyan magasak mind, de mindegyik egyaránt lélegzet elállító.
Expedíciók, amik érintenék India Zanskar és Bhután régióját. Ezek a távoli tömeg zajától elzárt klasszikus útvonalak, ahol az elszigeteltség az egyetlen lehetőség erre, hogy az ember találjon új útvonalakat és megismerje a hely érdekes lakóit.
Zanskar amellett, hogy híres befagyott folyójáról, rendelkezik még számos különleges szépségű jeges vízeséssel. S ezek már önmagukban jó okok arra, hogy ide utazzon az ember.
Jordánia és a Wadi Rum hegy. Ötvözi a felfedezés és a hagyományos hegymászást. Jordánia egy különleges hely, amely számos lehetőséget kínál arra, hogy az utazó felfedezze a növény és az állatvilágát, persze a háttérben mindig egy kis hegymászással kombinálva.